# Nộn Khê
Nộn Khê là tên một làng cổ thuộc xã Yên Từ, huyện Yên Mô, tỉnh Ninh Bình, Việt Nam.

## Lịch sử
Sau chiến thắng Chi Lăng năm 1427, quân Minh bị thua và rút về nước. Chính quyền phong kiến bấy giờ có chính sách Dinh điền tức là nhà nước khuyến khích việc lập ấp, lập đồn điền và các công trình lấn biển khai hoang. Những người nông dân được trở về quê quán, cày xới ruộng đất bị bỏ hoang. Lúc đó một số người từ đất Lục Nộn, Nam Châu (nay thuộc huyện Duy Tiên, tỉnh Hà Nam), di chuyển vào vùng đất bồi ven đê Hồng Đức, lập ấp, đặt tên làng là Nộn Khê (vào năm Canh Dần - 1470, niên hiệu Hồng Đức nguyên niên, triều vua Lê Thánh Tông), để ghi nhớ quê cũ Lục Nộn và Côi Khê (là nơi gần chỗ ở mới đến). Nộn là non trẻ, Khê là khe suối. Nộn Khê nghĩa là dòng suối mới khai dòng còn non trẻ.
Ngày nay làng Nộn Khê, phía Bắc giáp làng Quảng Phúc (xã Yên Phong, Yên Mô), phía Đông giáp làng Quảng Từ (cùng xã Yên Từ, Yên Mô); phía Nam giáp thôn Dân Chủ và sông Đào, bên kia sông là làng Bình Hải (xã Yên Nhân, Yên Mô), phía Tây là sông Trinh và cánh đồng của làng, bên kia cánh đồng là làng Côi Trì (xã Yên Mĩ, Yên Mô).
Nộn Khê trước kia có nghề truyền thống là nghề làm ruộng và nghề thủ công dệt vải, ngày nay nghề thủ công đổi sang chế biến cói xuất khẩu (như dóc cói, khâu thảm (tapi), đan làn...). Ngoài ra, còn có nhiều người làm các nghề dịch vụ truyền thống khác, như gói bán giò trứng, mọc luộc (đặc sản Nộn Khê), v.v...

## Lễ hội
Nộn Khê hằng năm có lễ hội truyền thống "Báo bản" tổ chức từ ngày 12 đến 15 tháng Giêng Âm Lịch, hướng về cội nguồn, báo đền công đức Tổ tiên, đền ơn đáp nghĩa những con em trong làng đã hi sinh vì sự nghiệp cách mạng giải phóng đân tộc và bảo vệ Tổ quốc. Lễ hội có sức thu hút đông đảo người tham gia từ các vùng miền xung quanh.
Lễ hội gồm hai phần: Phần Lễ có tế cổ điển (nam quan, nữ quan) tại Đình Làng, Rước kiệu quanh Làng, Dâng hương các vị tiên hiền, các liệt sĩ tại Đình Làng, Lễ mừng thọ người cao tuổi (Yến Lão) tại Nhà Văn hóa 4 xóm... Phần Hội có Dạ hội văn nghệ "Tiếng hát quê hương", Sinh hoạt Câu lạc bộ Thơ, Sinh vật cảnh (cây cảnh, chim cảnh), Chợ đêm Cổng Đình (2 tối), Thi đấu thể thao (bóng đá, bóng chuyền, cầu lông...), Các trò chơi dân gian (thi tay nghề, cờ tướng, tổ tôm điếm, chọi gà, đu quay, ném vòng...)

## Người con của làng
Nhà báo Hoa Lư tức đồng chí Phạm Ngọc Lẫm (1905-1958) - nguyên bí thư thành uỷ Sài Gòn – Gia Định.
Trung tướng Phạm Xuân Chiểu (1920 - 2018) - Tổng thư ký Hội đồng quân nhân cách mạng. Đại sứ Việt Nam Cộng hoà tại Hàn Quốc
Ông Bùi Xuân Nhật (sinh 1937) - Đại sứ Việt Nam tại Liên Hợp quốc
Giáo sư Tiến sĩ Bùi Xuân Hải - Đại học Tổng hợp thành phố Hồ Chí Minh
Thầy thuốc Nhân dân, TS. BS Phạm Thị Bạch Yến - Giám đốc sở Y tế Lâm Đồng
Tiến sĩ Phạm Xuân Lập - nguyên Tổng Giám đốc Ngân hàng VietInbank
Đại tá Đinh Ngọc Khoa - Giám đốc Công An Vĩnh Phúc
Thiếu tướng Phạm Ngọc Trai - Cục Trưởng cục Thi hành án - Bộ Quốc Phòng

## Tưởng thưởng
Làng Nộn Khê đã được Nhà nước:
1. Công nhận Làng Văn hóa cấp Tỉnh.
2. Công nhận Di tích Lịch sử - Văn hóa cấp Tỉnh ngôi Đình của Làng.
3. Tặng Bằng khen của Bộ Văn hóa - Thông tin.
4. Công nhận và cấp "Bằng Làng nghề công nghiệp - tiểu thủ công", theo Quyết định số 861/20 /QĐ-UBND, ngày 16-9-2010 của UBND tỉnh Ninh Bình.
5. Tặng thưởng Huân chương Lao động hạng Ba, do Chủ tịch Nước CHXHCN Việt Nam ký, theo Quyết định số 220, ngày 23-2-2011, vào Sổ vàng số 21.
6. Được Hội Khuyến học tỉnh Ninh Bình công nhận là "Làng Khuyến học" cùng nhiều bằng khen về phong trào khuyến học.
7. Xem thêm tại mục "NIÊN BIỂU" ở trên.